# Hagerman Fossil Beds nationalmonument

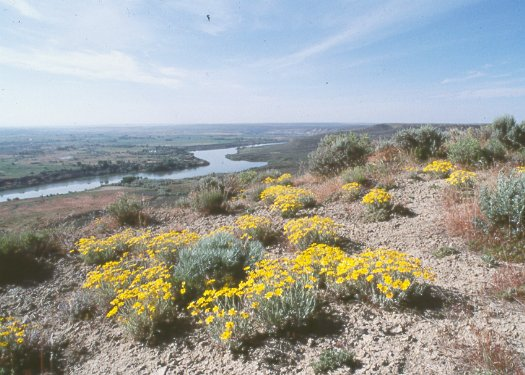
Hagerman Fossil Beds nationalmonument

Hagerman Fossil Beds nationalmonument ligger i delstaten Idaho i USA. Här har man funnit 30 kompletta fossila hästar av arten Equus simplicidens, Hagerman hästen. Totalt sett har man funnit fossil av ytterligare 200 hästar, men dessa har inte varit kompletta skelett. Här finns också över 200 olika arter av växter och djur i fossil form vilket gör det till den artrikaste fyndigheten i världen.